# Databasemodel

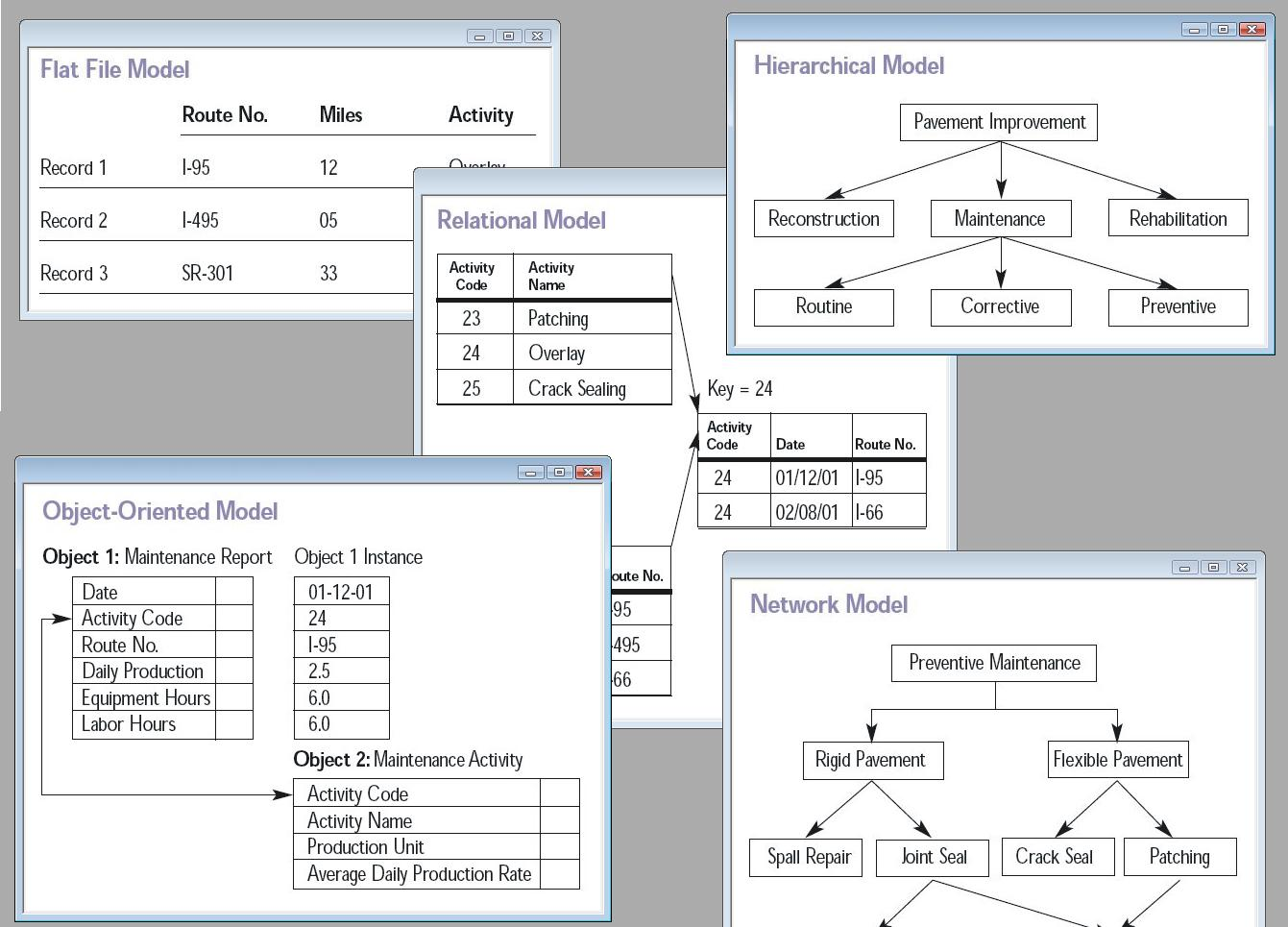
Collage van vijf typen databasemodellen

Een databasemodel is een type datamodel dat de logische structuur van een database bepaalt en dat op fundamentele wijze bepaalt op welke wijze data kunnen worden opgeslagen, georganiseerd en gemanipuleerd. Het populairste voorbeeld van een databasemodel is het relationele model, dat gebruikmaakt van een op tabellen gebaseerd formaat.
Gebruikelijke logische datamodellen voor databases zijn onder andere:
- Hiërarchisch database-model
- Netwerkmodel
- Relationeel model
- Entity-relationshipmodel
- Objectmodel
- Documentmodel
- Sterschema

databasemanagementsysteem · databasemodel · databasenormalisatie · referentiële integriteit · relationele algebra · relationele database · relationeel model